# 卢瓦河畔诺让
卢瓦河畔诺让（法語：Nogent-sur-Loir，法語發音：[nɔʒɑ̃ syʁ lwaʁ]）是法国萨尔特省的一个市镇，属于拉弗莱什区。

## 地理
卢瓦河畔诺让（47°40'8"N, 0°23'48"E）面积10.81 平方千米，位于法国卢瓦尔河地区大区萨尔特省，该省份为法国西北部内陆省份，北起顺时针与奥恩省、厄尔-卢瓦省、卢瓦-谢尔省、安德尔-卢瓦尔省、曼恩-卢瓦尔省和马耶讷省接壤，是法国大西部的入口，连接卢瓦尔河谷、布列塔尼和巴黎盆地。
与卢瓦河畔诺让接壤的市镇（或旧市镇、城区）包括：圣欧班勒代潘、卢瓦河畔拉布吕埃尔、舍尼、迪赛苏库西永、卢瓦河畔蒙瓦勒。

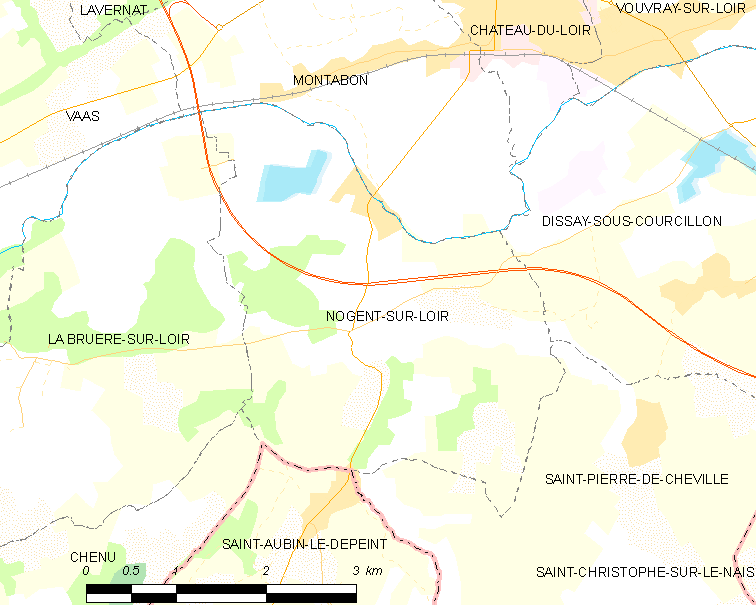
卢瓦河畔诺让的OSM定位图

卢瓦河畔诺让的时区为UTC+01:00、UTC+02:00（夏令时）。

## 行政
卢瓦河畔诺让的邮政编码为72500，INSEE市镇编码为72221。

## 政治
卢瓦河畔诺让所属的省级选区为卢瓦河畔蒙瓦勒县。

## 人口

1962-2008年间卢瓦河畔诺让人口变化图示

卢瓦河畔诺让于2022年1月1日时的人口数量为361人。